# Dolfynstrand
Dolfynstrand (Afrikaans für Delfinstrand; englisch Dolphin Beach) ist ein Seebad an der Südatlantikküste von Namibia. Es ist Teil des Stadtviertels Langstrand der etwa 15 Kilometer südlich gelegenen Stadt Walvis Bay. Dolfynstrand liegt im Wahlkreis Walvis Bay (Land).
Dolfynstrand wurde in den 1970er Jahren gegründet und hat nur einige hundert Einwohner, kann jedoch zur Urlaubszeit mehrere tausend Besucher zählen.
Koordinaten: 22° 50′ 7,7″ S, 14° 32′ 26″ O